# Wurlitzer (jukebox)

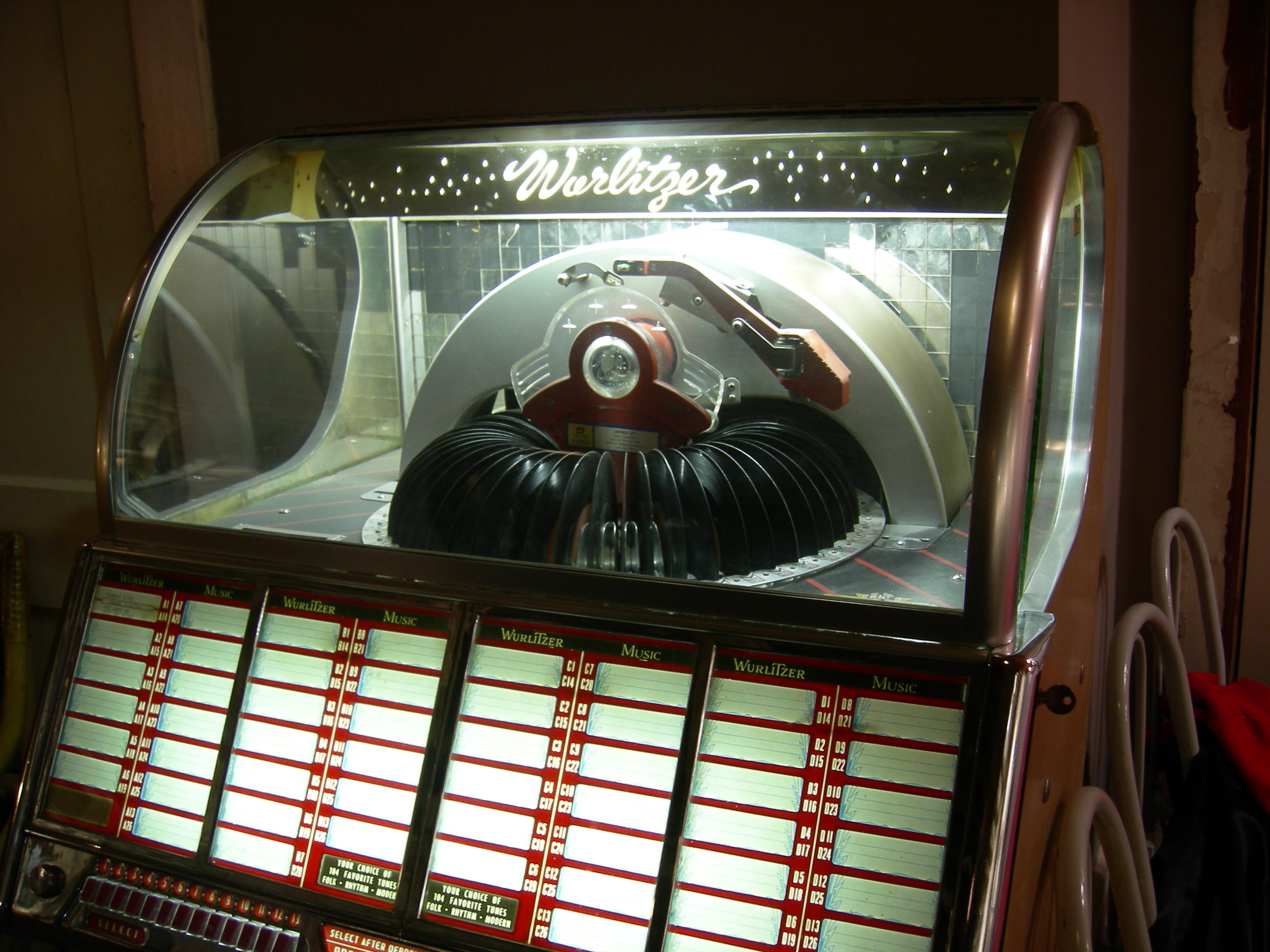
Wurlitzer med vinylskivor.

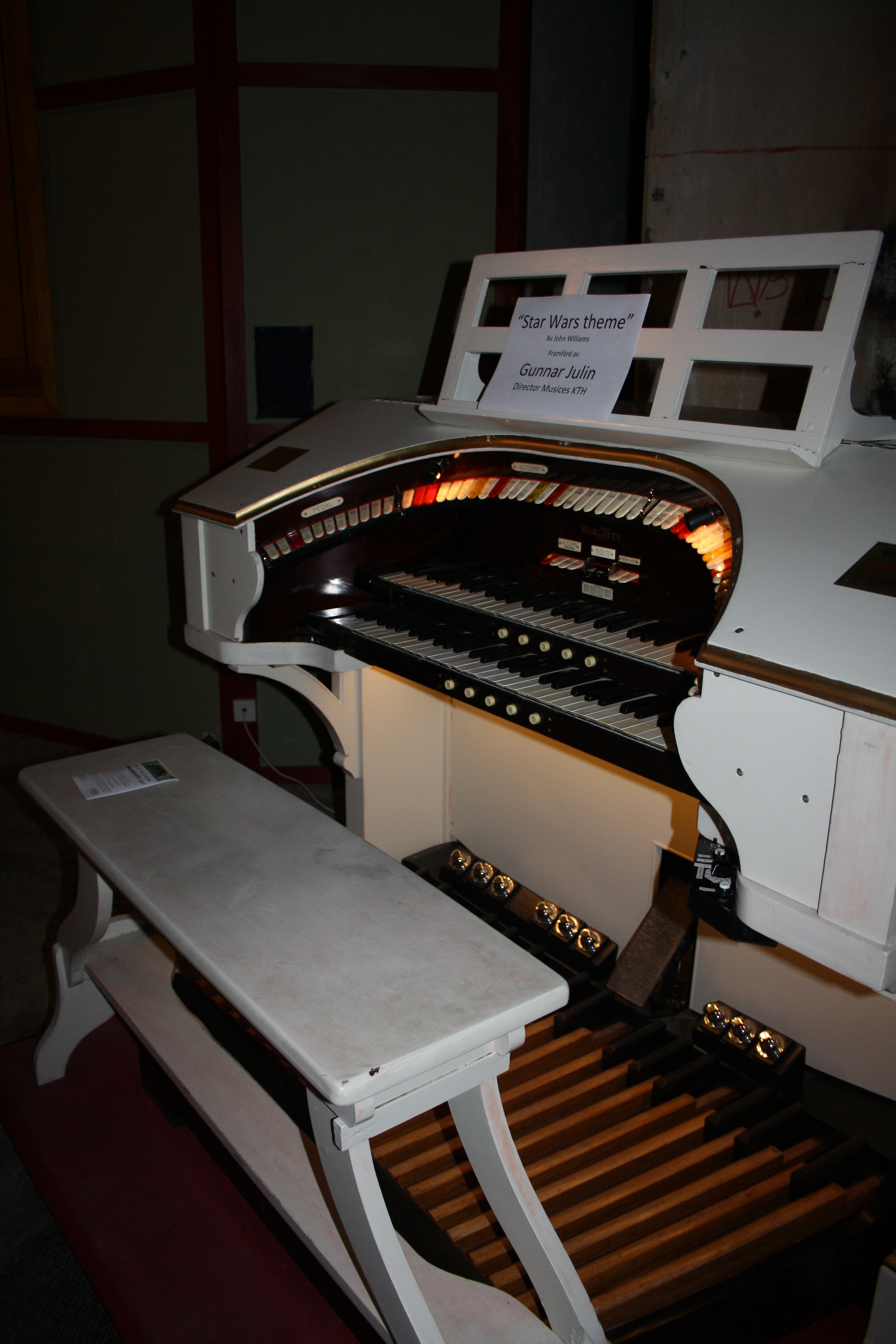
Skandiaorgeln i Reaktorhallen på Kungliga Tekniska högskolan, 2011

Wurlitzer var namnet på jukeboxar som producerades av Rudolph Wurlitzer Company i North Tonawanda, USA mellan 1933 och det tidiga 1970-talet. Företaget blev även känt för sina biograforglar och Wurlitzer-pianon. År 2011 producerades Wurlitzer-jukeboxar i Tyskland.

## Familjen
Familjen Wurlitzer härstammar från Sachsen i Tyskland, där man redan 1659 bedrev handel med musikinstrument. År 1853 kom Franz Rudolph Wurlitzer (1831–1914) till Cincinnati, USA och grundade Rudolph Wurlitzer Company. Han startade ett importföretag som sålde musikinstrument till den amerikanska regeringen. Företaget blev snart störst i USA och Wurlitzer började tillverka egna självspelande pianon med myntinkast som han saluförde med stor framgång under slutet av 1800-talet. 1914 avled Rudolph Wurlitzer och hans tre söner drev företaget vidare.

## Elorglar och elpianon
Under 1920-talet blev Wurlitzer känt för sina stora biograforglar som användes under stumfilmtiden. En sådan orgel var Skandiaorgeln, som installerades 1926 i Skandia-Teatern i Stockholm. Den kunde även åstadkomma ljudeffekter, som passade till filmens handling. Vid orgeln satt en organist i vit smoking. Orgeln kunde sakta höjas ur golvet. Wurlitzerorgeln användes även som konsertorgel under stumfilmstiden.
Efter stumfilmstidens slut fanns knappt någon efterfrågan på biograforglar, därtill kom den stora depressionen och 1929 försattes bolaget nästan i konkurs.

## Jukeboxar
År 1933 tog familjens yngste son Farny kontakt med uppfinnaren Homer Capehart som övertalade Wurlitzer att börja tillverka  jukeboxar. Marknaden för dessa exploderade formligen och ungefär vid samma tid började två andra företag att bygga och sälja liknande apparater; Rock-Ola och Seeburg Corporation. Carpehart lovade att sälja 25.000 boxar till år 1936; försäljningen överträffade alla förväntningar, företaget sålde 44.000 exemplar.

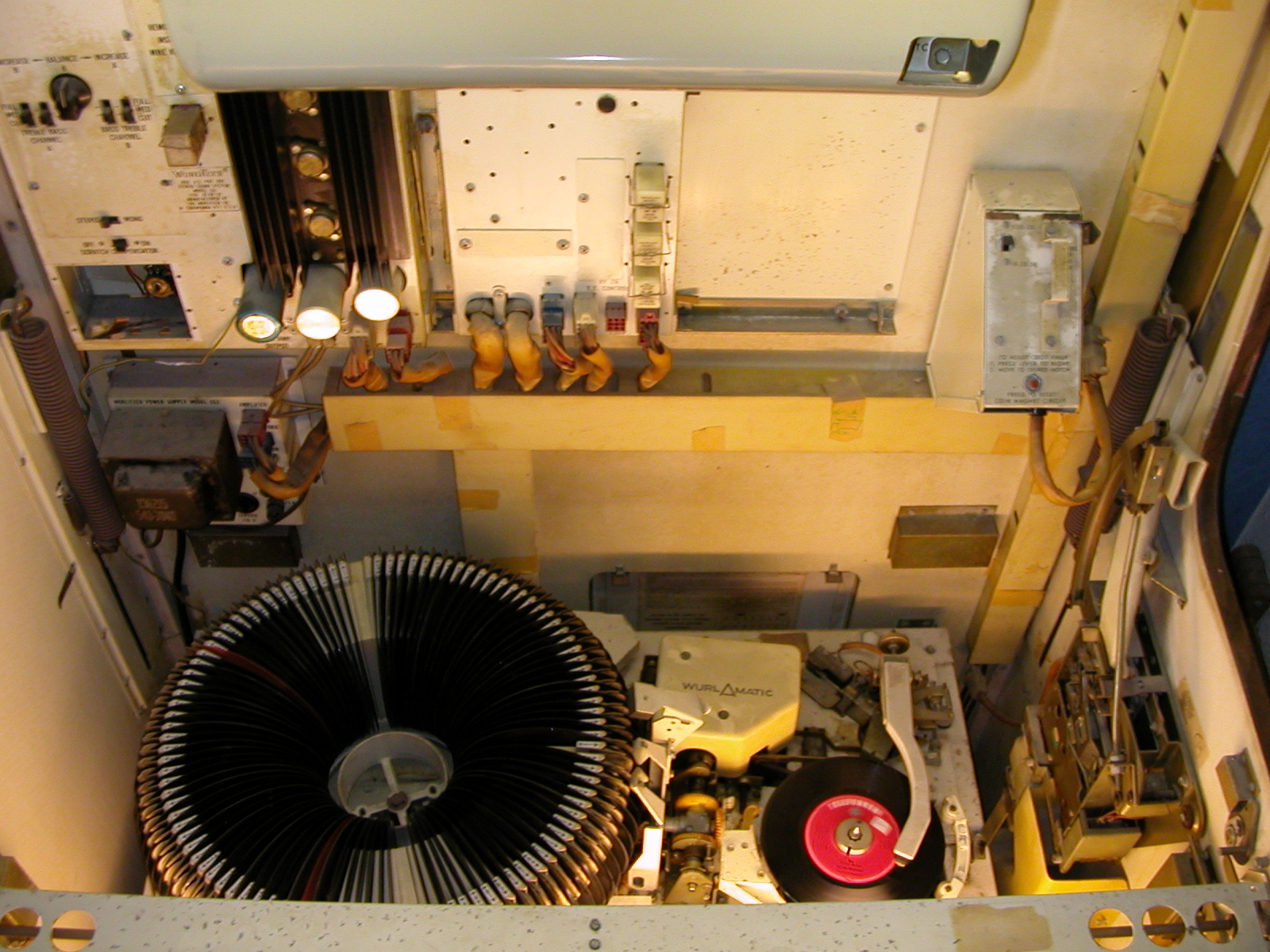
Innandömet av en Wurlitzer-3500-Zodiac.

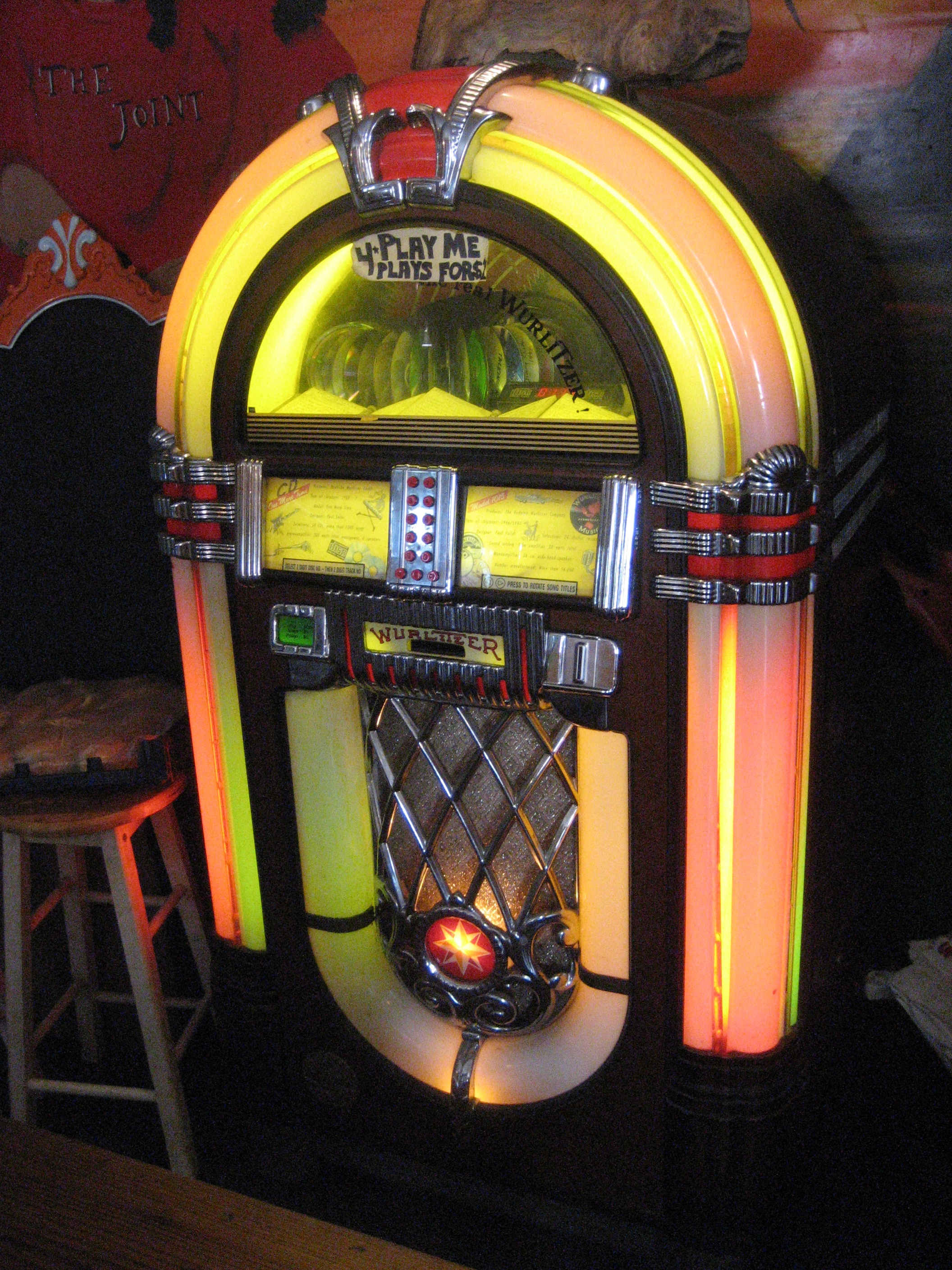
Wurlitzer retrobox med CD-skivor, 1986.

Fram till slutet av 1940-talet dominerade Wurlitzers jukeboxar marknaden med 60%, vid den tidpunkten kunde deras boxar hantera upp till 24 stycken 78-varvare som avspelades på en sida. Företagets största framgång kom 1946 med Wurlitzer modell 1015. Wurlitzer präglade tidens design för den typiska jukeboxen som dominerades av svulstiga former och mycket neon. 
År 1949 introducerade Seeburg en ny mekanism som kunde hantera upp till 50 skivor som dessutom avspelas på båda sidorna. Trots många försök lyckades Wurlitzer aldrig att konstruera en lika bra mekanism. Deras mekanik visade sig vara för komplicerad och för opålitlig.
År 1973 gjorde Wurlitzer ett sista försök att återerövra marknaden med en nostalgisk gestaltad jukebox modell 1050, som såldes bara i 1.600 exemplar. I början på 1970-talet, när marknaden för jukeboxar kollapsade upphörde tillverkningen av Wurlitzer-jukeboxar i USA. I den 1960 grundade Wurlitzerfabriken Deutsche Wurlitzer GmbH i Hüllhorst, Tyskland fortsatte dock produktionen. Idag matas boxarna med CD:s och man kan välja mellan 2000 titlar. Firmans nyaste modell heter Wurlitzer Digital Jukebox LYRA.
Några av Wurlitzers klassiker:
- 1937 Wurlitzer model 616
- 1940 Wurlitzer model 71  (bänkmodell)
- 1941 Wurlitzer model 750
- 1941 Wurlitzer model 850
- 1946 Wurlitzer model 1015
- 1954 Wurlitzer 1700
- 1973 Wurlitzer 1050